# Ocyptamus pennatus
Ocyptamus pennatus är en tvåvingeart som först beskrevs av Hull 1943. Ocyptamus pennatus ingår i släktet Ocyptamus och familjen blomflugor.
Artens utbredningsområde är Panama. Inga underarter finns listade i Catalogue of Life.